# Coral Gables
Coral Gables é uma cidade localizada no estado americano da Flórida, no condado de Miami-Dade. Foi incorporada em 1925.
A cidade é também conhecida por sediar a Universidade de Miami.

## Geografia
De acordo com o United States Census Bureau, a cidade tem uma área de 96,7 km², onde 33,5 km² estão cobertos por terra e 63,2 km² por água.

### Localidades na vizinhança
O diagrama seguinte representa as localidades num raio de 8 km ao redor de Coral Gables.

## Demografia
Segundo o censo nacional de 2010, a sua população é de 46 780 habitantes e sua densidade populacional é de 1 398 hab/km². Possui 20 266 residências, que resulta em uma densidade de 605,63 residências/km².

## Lista de marcos
A relação a seguir lista as entradas do Registro Nacional de Lugares Históricos em Coral Gables. Os primeiros marcos foram designados em 27 de setembro de 1972 e o mais recente em 22 de abril de 2020. Aqueles marcados com ‡ também são um Marco Histórico Nacional.
- Cla-Reina Hotel
- Coco Plum Woman's Club
- Coral Gables City Hall
- Coral Gables Congregational Church
- Coral Gables Elementary School
- Coral Gables House
- Coral Gables Police and Fire Station
- Coral Gables Woman's Club
- Douglas Entrance
- Entrance to Central Miami
- MacFarlane Homestead Historic District
- Miami-Biltmore Hotel‡
- Venetian Pool

## Geminações
A cidade de Coral Gables é geminada com as seguintes municipalidades:
- Aix-en-Provence, Bocas do Ródano, França
- Cartagena das Índias, Bolívar, Colômbia
- Granada, Andaluzia, Espanha
- Antigua Guatemala, Sacatepéquez, Guatemala
- Quito, Pichincha, Equador
- Província de Pisa, Toscana, Itália